# Großsteingrab Gandløse Eget 4
Das Großsteingrab Gandløse Eget 4 ist eine megalithische Grabanlage der jungsteinzeitlichen Nordgruppe der Trichterbecherkultur im Kirchspiel Ganløse in der dänischen Kommune Egedal.

## Lage
Das Grab liegt nördlich von Ganløse am Südostrand des Waldgebiets Ganløse Eged In der näheren Umgebung gibt bzw. gab es zahlreiche weitere Megalithanlagen.

## Forschungsgeschichte
In den Jahren 1875 und 1942 führten Mitarbeiter des Dänischen Nationalmuseums Dokumentationen der Fundstelle durch.

## Beschreibung
Die Anlage besitzt eine nord-südlich orientierte rechteckige Hügelschüttung mit einer Länge von 11 m und einer Breite von 8 m. Die Umfassung dürfte ursprünglich aus jeweils acht Steinen an den Langseiten und jeweils zwei Steinen an den Schmalseiten bestanden haben. Erhalten sind acht Steine im Westen, sechs im Osten, zwei im Norden und einer im Süden. Der südwestliche Eckstein ist größer als die anderen.
In der Mitte des Hügels befindet sich eine Grabkammer, die als Urdolmen anzusprechen ist. Sie ist ost-westlich orientiert und hat einen rechteckigen Grundriss. Sie hat eine Länge von 1,6 m und eine Breite von 0,9 m. Die Kammer besteht noch aus je einem Wandstein an den beiden Langseiten und einem Abschlussstein an der westlichen Schmalseite. Die Ostseite wurde entweder offengelassen oder der hiesige Stein wurde entfernt. Der Deckstein fehlt.
1875 wurden einige Steine und Feuerstein-Bruchstücke aus der Hügelschüttung festgestellt, die durch das Entfernen eines Baumstumpfes zutage getreten waren.